# جایزه بزرگ آلمان ۱۹۷۸
جایزه بزرگ آلمان ۱۹۷۸ (انگلیسی: ‎1978 German Grand Prix‎) یک مسابقهٔ موتوری در رشتهٔ اتومبیل‌رانی فرمول یک بود که در تاریخ ۳۰ ژوئیهٔ ۱۹۷۸ در هوکنهایمرینگ واقع در هوکنهایم، آلمان برگزار شد. این گراند پری در میان ۱۶ گراند پری در فصل ۱۹۷۸، مسابقهٔ شمارهٔ ۱۱ بود.
در این مسابقه که در ۴۵ دور و به مسافت ۳۰۵٫۵۰۵ کیلومتر (۱۸۹٫۸۳۲ مایل) برگزار شد، پول پوزیشن توسط ماریو اندرتی کسب شد و سریع‌ترین زمان برای طی یک دور پیست که برابر با ۱:۵۵٫۶۲ بود نیز توسط رونی پیترسن به ثبت رسید.
ماریو اندرتی از تیم لوتوس-فورد، جودی شکتر از تیم ولف-فورد و ژاک لافیت از تیم لیجیه-ماترا به‌ترتیب مقام‌های اول تا سوم مسابقه را کسب کردند.

## رده‌بندی قهرمانی پس از مسابقه
| جایگاه | راننده        | امتیاز |
| ------ | ------------- | ------ |
| ۱      | ماریو اندرتی  | ۵۴     |
| ۲      | رونی پیترسن   | ۳۶     |
| ۳      | کارلوس روتمان | ۳۱     |
| ۴      | نیکی لائودا   | ۳۱     |
| ۵      | پاتریک دیپلر  | ۲۶     |
| منبع:  |               |        |

| جایگاه | سازنده            | امتیاز |
| ------ | ----------------- | ------ |
| ۱      | لوتوس-فورد        | ۶۷     |
| ۲      | برابام-آلفا رومئو | ۴۰     |
| ۳      | فراری             | ۳۱     |
| ۴      | تایرل-فورد        | ۳۰     |
| ۵      | ولف-فورد          | ۱۴     |
| منبع:  |                   |        |

یادداشت
- تنها پنج جایگاه نخست از هر رده‌بندی نمایش داده شده است.